# Каторжный, Иван Дмитриевич
Иван Дмитриевич Каторжный (годы рождения и смерти неизвестны) — атаман Войска Донского в периоды 1630 — 1636, 1642 — 1644 и 1647 — 1648 годов.

## Биография
По одним данным, Иван получил прозвище — Каторжный — за то, что во время своих морских походов по Чёрному морю взял много турецких гребных судов которые назвались каторгами. По другим сведениям, он был сыном казака, бывшего в плену у турок гребцом на каторге.
В 1628 году походный атаман Иван Каторжный возглавил морской поход донских казаков на побережье Османской империи. Вначале донцы взяли приступом и разграбили Карасубазар и окрестные селения, затем отправились к берегам Турции, где потерпели поражение в сражении с турецким флотом у портового города Трапезунда, после чего вернулись на Дон.
Царское правительство не желало осложнения отношений с Османской империей. В том же 1628 году царь Михаил Фёдорович и патриарх Филарет отправили на Дон грамоту, требуя о казаков прекратить набеги на крымское и турецкие побережья.
В марте 1630 года он приезжал в Москву в качестве атамана казачьей станицы. Во время Смоленской войны (1632—1634) атаман Иван Каторжный отправил на помощь русского войска под Смоленск четыре казачьи сотни.
Иван Каторжный стал одним из инициаторов исторического предприятия донских казаков — взятия турецкой Азовской крепости, которая запирала собой выход из Дона в Азовское море, а из него — в Чёрное море к берегам Крыма в Крымскую орду и Османской Порты.
В декабре 1636 года Иван Каторжный вторично приезжал в Москву в качестве атамана казачьей станицы. Царское правительство выделило донским казакам денежное жалованье и военные припасы для «Азовского дела»: порох — «зелье» (100 пудов) и свинец (150 пудов), селитру и серу, ядра для пушек и пищалей.
Весной 1637 года Иван Каторжный принимал участие в походе объединённого войска донских и запорожских казаков на Азовскую крепость. В июне 1637 года он вернулся на Дон, где созвал круг, где было объявлено о перехваченных под Азовом письмах арестованного турецкого посла Фомы Кантакузина азовскому гарнизону. По приговору круга турецкий посол Фома Кантазузин был убит.
В декабре 1639 года Иван Каторжный приезжал в Москву в качестве атамана казачьей станицы совместно с атаманом Н. Осиповым (Медведевым). В июне 1640 года Иван Каторжный упоминается в качестве станичного атамана при войсковом атамане Науме Васильеве в Азове. В 1642 году он принимал участие героической обороне Азова от турецко-татарского войска.
В мае 1646 года Иван Каторжный в очередной раз отправлялся в Москву в качестве атамана казачьей станицы.
В 1648 году И. Д. Каторжный последний раз упоминается в качестве войскового атамана донских казаков.